# 갈라타 교
갈라타 다리(튀르키예어: Galata Köprüsü)는 튀르키예 이스탄불의 카라쾨이(Karaköy)와 에미뇌뉘(Eminönü)를 연결하는 다리이다. 19세기 후반부터 갈라타 다리는 튀르키예 문학, 영화, 시, 소설 등에서 꾸준히 등장하고 있다.

## 역사
금각만에 세워진 다리에 대한 최초의 언급은 6세기경 유스티니아누스 1세 당시의 기록에서 볼 수있다.
1453년에는 콘스탄티노폴리스의 함락 당시 오스만 투르크 군대는 배를 서로 연결해서 임시 부교를 만들었다.
1502년부터 1503년에는 현재 갈라타 다리의 위치에 첫 번째 다리를 건설하고자 하는 계획이 있었다. 술탄 바예지드 2세는 금각만에 길이 240m, 폭 24m의 레오나르도 다 빈치에게 다리를 디자인 해달라고 요청했다. 당시에 건설됐다면, 세계에서 가장 긴 다리로 기록됐겠지만, 바예지드 2세는 다리의 건설을 승인하지는 않았다.
레오나르도 다 빈치의 금각만 다리는 노르웨이인 현대미술가인 바비에른 산(Vebjørn Sand)이 2001년 Leonardo da Vinci 스케치를 기반으로하는 최초의 토목 공학 프로젝트에서 노르웨이 아스에서 재현했다.

### 네 번째 다리
네 번째 갈라타 다리는 1912년 독일 건설회사 휘텐베르크 오버하우젠 AG가 건설비 350,000 금 리라에 건설했다. 부교로 건설됐으며, 길이 466m, 너비 25m였다.

### 다섯 번째 다리(현재)
다섯 번째 갈라타 다리는 현재 위치에 터키의 건설회사인 STFA가 네 번째 다리가 있던 곳에서 조금 떨어진 곳에 지었다. 1994년 12월에 완공됐다. GAMB(Göncer Ayalp Engineering Company)가 설계, 감독했으며, 길이 490m, 주경간 80m의 도개교이다. 다리 위로 트램(이스탄불 트램 1호선)이 지나가는데 2005년에 갈라타 교 너머인 카라쾨이를 비롯한 3개 역이 개통했으며, 2006년에는 카바타쉬역까지 운행 중이다.
현재는 갈라타 다리에서 낚시를 즐기는 튀르키예인들로 유명하고, 이 모습을 지켜보고 이스탄불의 경치를 감상하고자 하는 관광객들로 북적인다. 다리 1층에는 시장과 식당이 있다.

## 사진

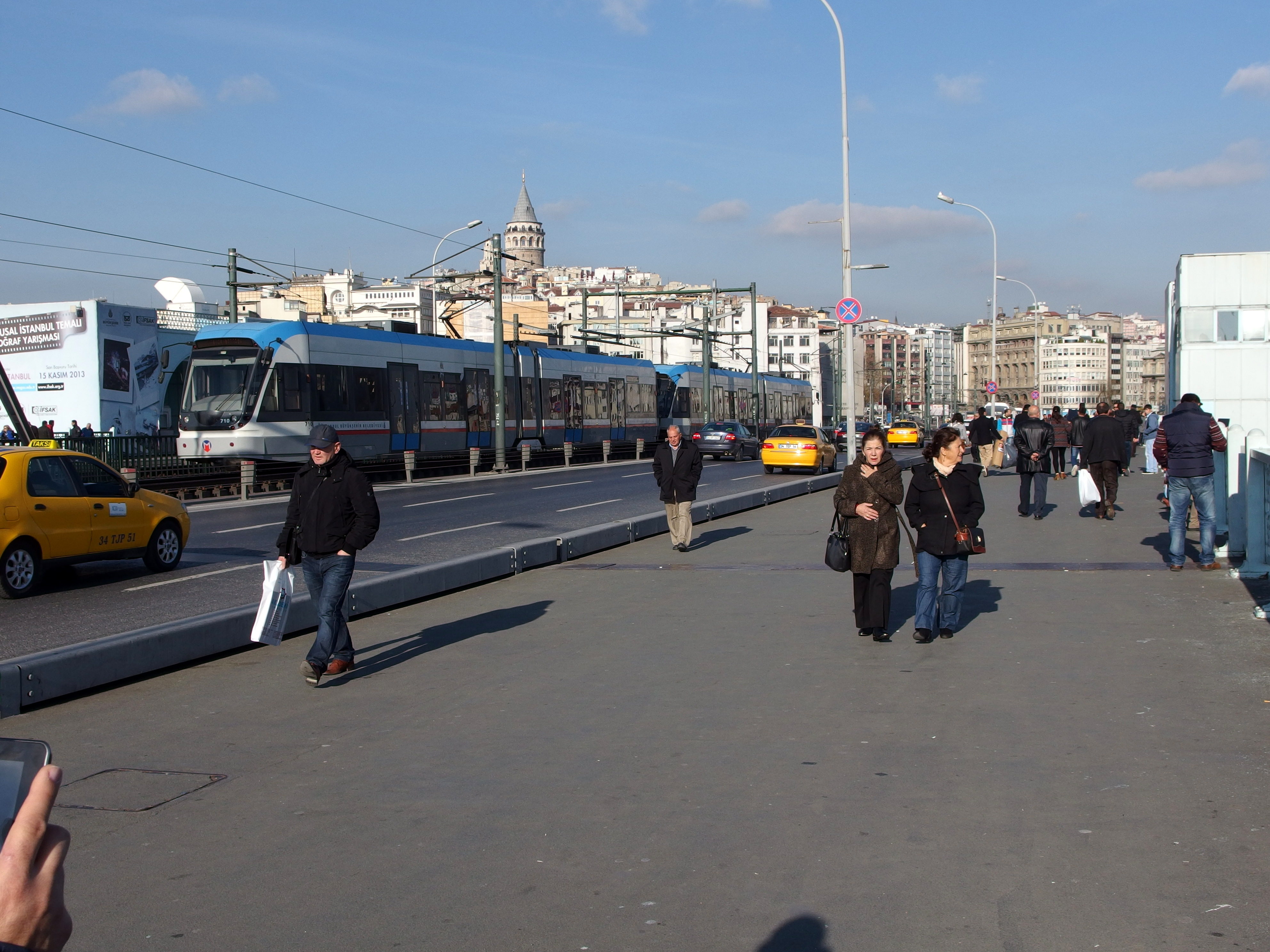
2013년 12월 다리의 모습. 자동차, 노면전차, 보행자가 함께 다리를 건너고 있다.
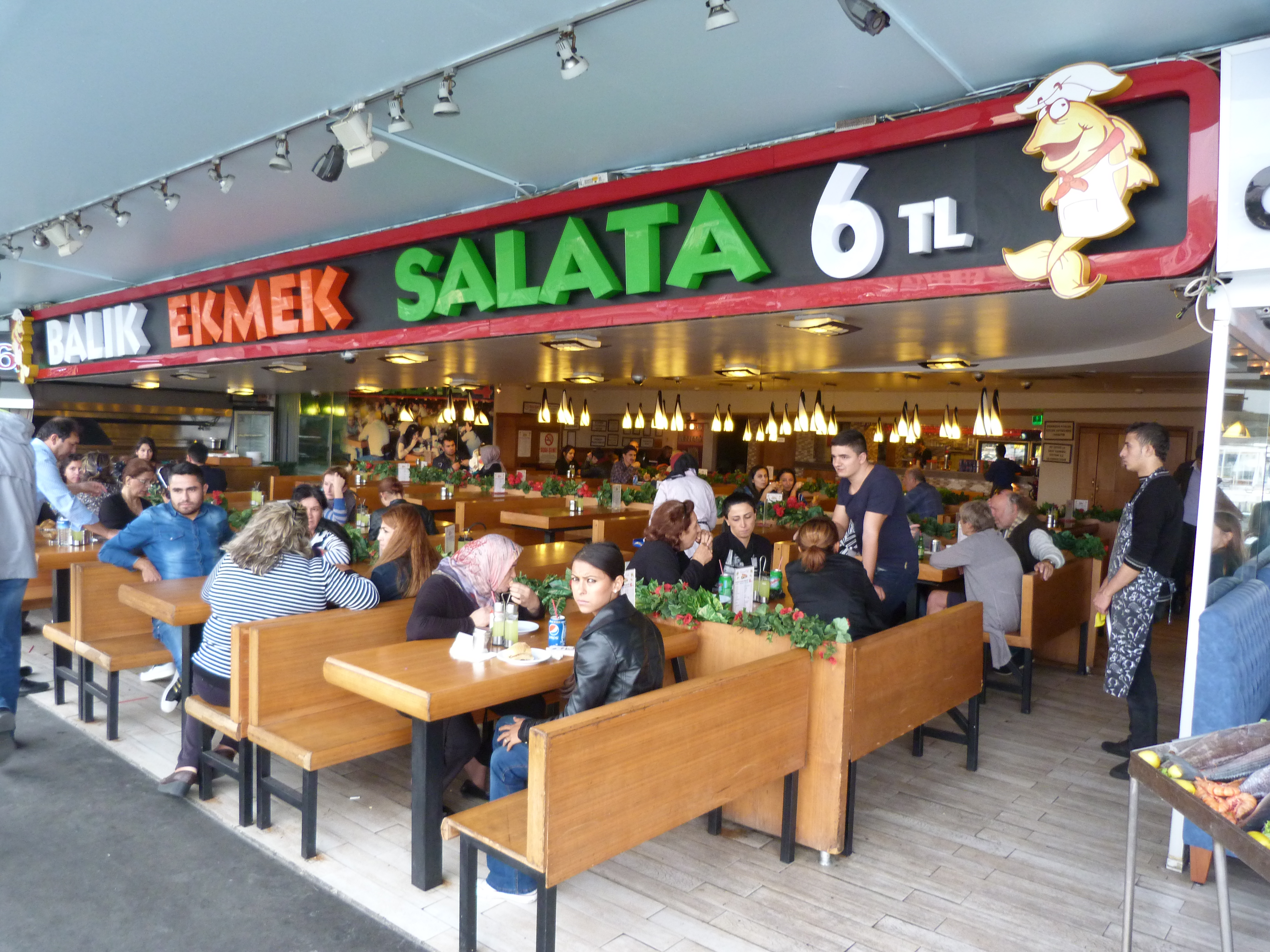
2014년 10월 갈라타 교 1층에 위치한 식당
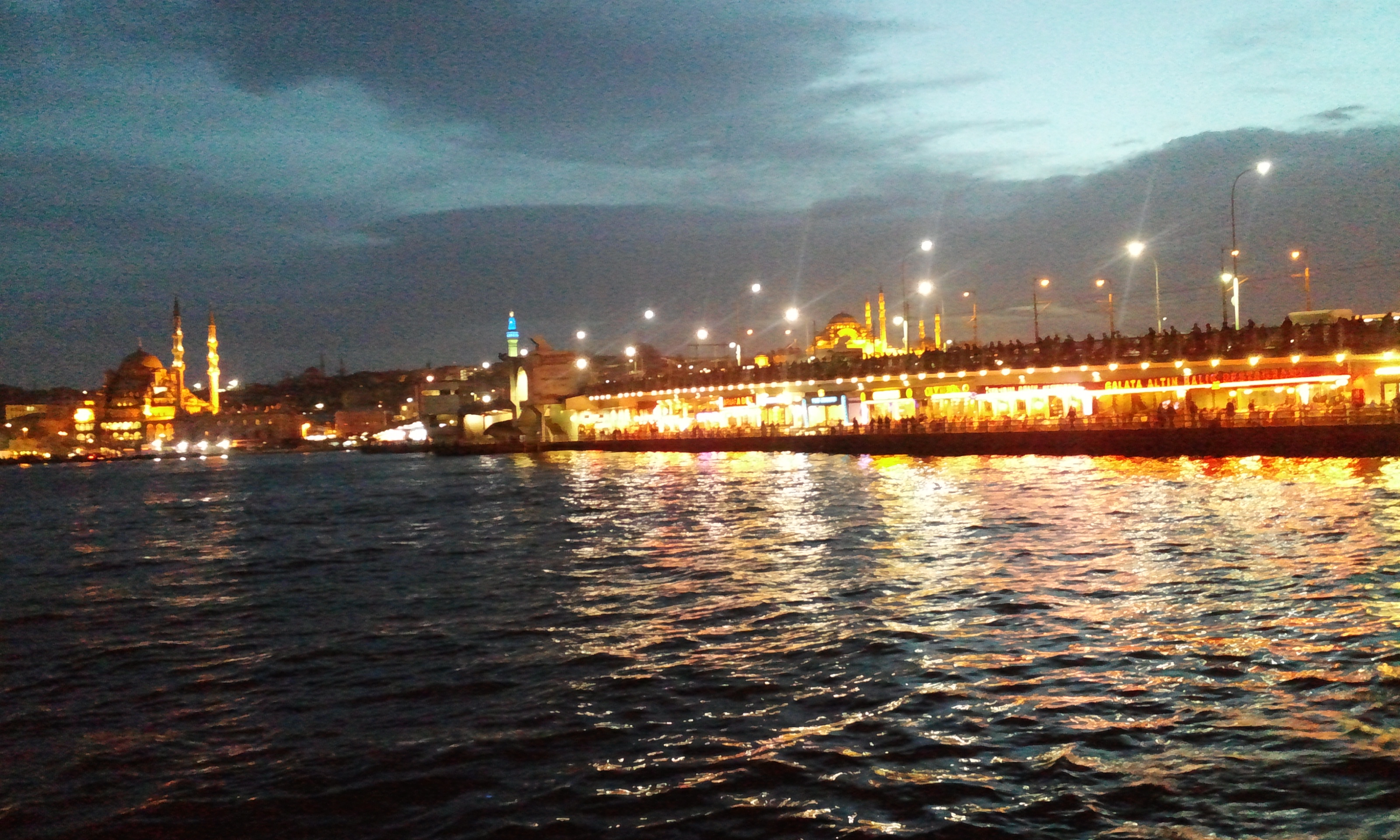
2015년 1월 카라쾨이에서 바라본 갈라타 다리의 야경

## 같이 보기
- 금각만
- 갈라타 탑